# Franz Weber (calciatore 1888)
Franz Weber (Vienna, 3 luglio 1888 – 7 maggio 1947) è stato un calciatore austriaco, di ruolo difensore.

## Carriera

### Club
Ha giocato nella prima divisione austriaca.

### Nazionale
Ha collezionato 6 presenze con la propria nazionale.